# Okrouhlá (okres Blansko)
Okrouhlá je obec v okrese Blansko v Jihomoravském kraji. Žije zde 614 obyvatel. Je evidováno 221 čísel popisných.

## Historie
Název obce vznikl podle původního tvaru obce. Nejstarší historická zpráva o obci je z roku 1447. Dle tradice stávala Okrouhlá mezi nynější vsí a obcí Benešov na nejvyšším místě u Karličkovy luže. Obec odedávna patřila k Šebetovskému panství a tvořila část panství kláštera Hradišťského u Olomouce. V roce 1490 opat Jan, mimo jiné, tehdejší obec zastavil vladykovi Jindřichovi z Jezer a z Ptení. Později byla ves přifařena do Knínic. Také školou patřila do Knínic, odkud sem potom docházel pomocník. Od roku 1850 je součástí obce osada Melkov, ležící asi 1 kilometr západním směrem od obce. Kříž na návsi u zvonice je jedinou kulturní památkou v obci. Ves velmi utrpěla požárem roku 1885, kdy bylo zničeno více než 30 domů a v roce 1903 12 domů.
K významným událostem 20. století bylo pro obec ustanovení Středomoravského lesního družstva, jehož členem je obec od roku 1928 a které obnovilo činnost v roce 1996. Toto družstvo, které hospodaří na cca 2 500 ha lesa, je složeno z 22 obcí (čtyři z Blanenska, čtyři z Vyškovska a čtrnáct z Prostějovska) a je tvořeno 39 podíly, z nichž obec vlastní dva podíly. V roce 2011 z něj vystoupila. Obec vlastní od roku 1931 obecní vodovod.
Obec Okrouhlá se v průběhu 20. století neustále rozvíjela.

### Významné historické události v datech
Vývoj událostí v obci:
| Rok            | Událost |
| -------------- | --- |
| 1827           | Vystavěna dřevěná škola |
| 1931           | Zprovoznění vodojemu a vodovodu |
| 1940           | Schválení elektrifikace obce |
| 1965           | Otevření kulturního domu |
| 1982           | Přestavba školy na Mateřskou školu |
| 1990           | Obec má vlastní obecní samosprávu |
| 1994           | Zprovozněna splašková kanalizace |
| 1995           | Zprovoznění telefonizace |
| 1996           | Zprovoznění plynofikace |
| 1998           | Zbudování nového sportovního areálu, chodníků v obci, zabudování automatického zvonění do rekonstruované zvonice, převedení obce pod poštu Boskovice |
| 2000 - 14      | Územní plán dalšího rozvoje obce |
| 2011           | Prodej 2 podílů a vystoupení ze Středomoravského lesního družstva po ztrátě majority obcemi                                                          |
| 2011           | Rekonstrukce průtahu obcí silnice III.třídy až po hřbitov na Benešově                                                                                |
| 2011           | Rekonstrukce části chodníků v obci |
| 2011 -13       | Rekonstrukce části splaškové kanalizace v rámci projektu DYJE II a následná oprava komunikací a chodníků                                             |
| 2012           | Výstavba nových rodinných domú v lokalitě Melkov |
| 2012 - 15 - 16 | Opravy místních komunikací |
| 2014           | Zatravnění fotbalového hřiště a vybudování hasičské běžecké dráhy v areálu za KD                                                                     |
| 2014           | prava tlakových poměrů ve vodovodním řadu v obci Okrouhlá                                                                                            |
| 2016           | Výstavba nového přivaděče pitné vody do Okrouhlé |
| 2017           | Výstavba nové hasičské zbrojnice |
| 2019           | Začátek oprav vnitřních prostor kulturního domu |

## Geografie
Okrouhlá zaujímá místo v severní části blanenského okresu, 8 km severovýchodně od Boskovic v nadmořské výšce 603 m n. m. Území náleží k vyšším polohám Drahanské vrchoviny. Převládá zde mírně zvlněný reliéf, pro který je charakteristické střídání široce zaoblených hřbetů a táhlých mírných svahů se široce vydutými svahovými úpady, s pramennými úseky toků. Nejvyšším bodem je Kudlinka (638 m n. m.), nejnižší polohy jsou na severním okraji katastru v údolí Višňového potoka a na západním okraji v údolí říčky Bělé (420 m n. m.).
Území obce se nachází v povodí říčky Bělé a je odvodňováno potoky, které jsou jejími levými přítoky, z nichž nejvýznamnější jsou potoky Višňový a Kořenecký. Nedaleko od obce, již mimo katastrální území se nalézá Vodní nádrž Boskovice. Její ochranná pásma zasahují na katastr obce a zahrnují kromě zalesněných částí veškeré pozemky. Severozápadní část katastru zasahuje do klidové oblasti Řehořkovo Kořenecko.
Téměř polovina katastrálního území (669 ha) je zalesněna (45%), přibližně stejnou část zaujímá zemědělská půda, zbytek připadá na vodní, zastavěné a ostatní plochy. Geologicky záleží toto území Českému masivu, podloží tvoří horniny spodního karbonu – zejména droby, ve východní části se místy střídají s jemnozrnnými drobami a břidlicemi. Na západním okraji, na styku s Brněnským masivem, se vyskytují pruhy vápenců. Nejrozšířenějším půdním typem jsou hnědé půdy kyselé.

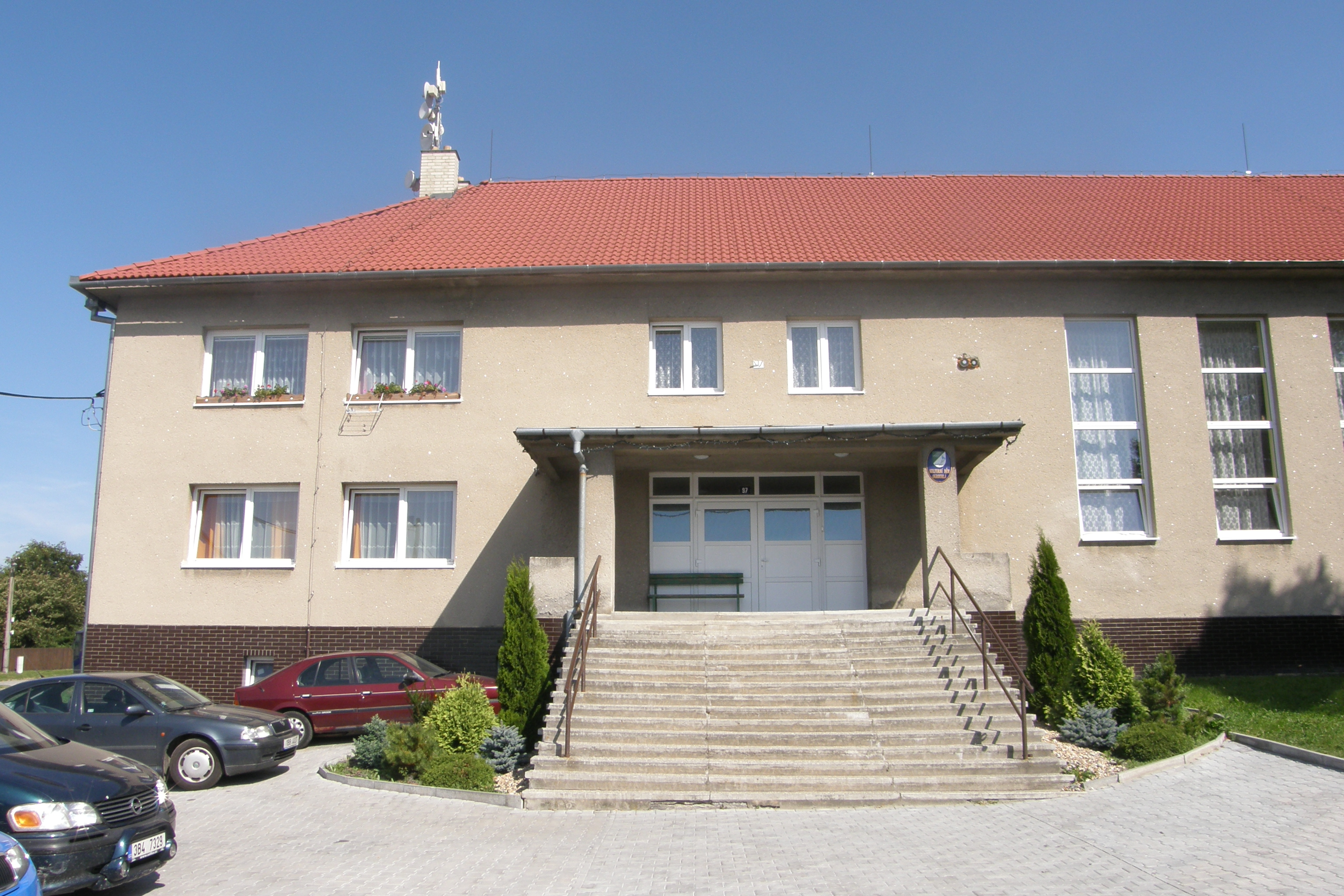
Kulturní dům

Po stránce klimatické patří území obce do oblasti mírně teplé, převažuje zde západní, severozápadní a jihozápadní proudění.

## Průmysl, obchod a zemědělství
V obci působí firmy z oboru prodeje, pohostinství, stavebnictví, stolařství, tesařství, instalatérství, dopravy, kadeřnictví, krejčovství . Na zemědělské půdě hospodaří ZD Skály zabývající se rostlinnou i živočišnou výrobou.

## Organizace a Spolky
V obci se nachází triumvirát těchto organizací: Knihovna, SDH Okrouhlá a Stolní tenis.

## Symboly obce
Na základě obecního návrhu a po projednání ve výboru pro vědu, vzdělání, kulturu, mládež a tělovýchovu a podvýboru pro heraldiku tohoto výboru Poslanecké sněmovny, byly obci uděleny symboly: znak a prapor. Tyto byly slavnostně předány starostovi obce dne 20. dubna 2000 předsedou Poslanecké sněmovny Václavem Klausem.
- Znak: v zeleno – stříbrně děleném štítě nahoře stříbrné brány, dole prohnutý stonek lnu přirozené barvy.
- Prapor: zeleně – bílo šikmo dělený list; v bílém poli tři vodorovné pruhy, modrý, zelený a modrý.

Symboly byly převzaty z nalezeného historického pečetidla obce Okrouhlá.

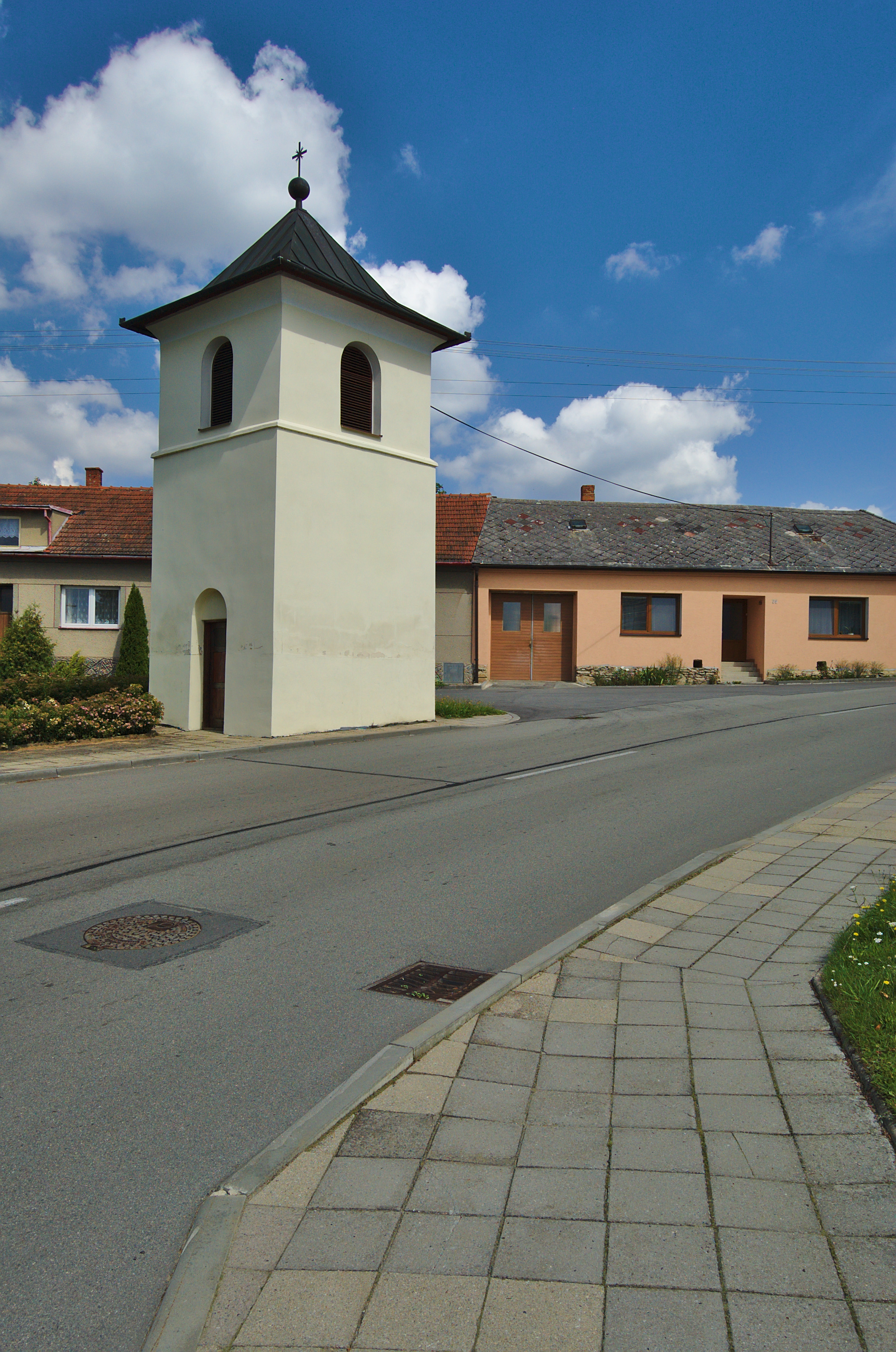
Okrouhlecká zvonice

## Pamětihodnosti
- Kříž z roku 1803
- Zvonice

## Místní zvyky
V obci se udržují některé lidové tradice:
- Ostatky – každý rok se v místní hospodě sejdou různé masky a vyrážejí na průvod po obci, večer následuje v kulturním domě pochování basy s bohatou tombolou
- Velikonoce – od Zeleného čtvrtka po Bílou sobotu tradičně chodí po obci děti s hrkači, protože "zvony odletěly do Říma", v sousední vesnici v Benešově jsou v kostele Povýšení svatého Kříže svěceny velikonoční pokrmy, na Velikonoční pondělí je mrskut s velikonoční pomlázkou
- Pálení čarodějnic – každý rok 30. dubna se na místním výletišti pálí čarodějnice

Různé sportovní a kulturní akce regionálního charakteru:
- tradiční závody horských kol o Pohár Drahanské vrchoviny, závody v motosköringu, krajské soutěže a orientační závody, dětský karneval, výstavy modelářského kroužku
- tradice návštěv stejnojmenných obcí v republice, už byly navštíveny obce Okrouhlá v jižních Čechách (u Milevska), v západních Čechách (u Chebu) a v severních Čechách (u Nového Boru).

## Fotogalerie

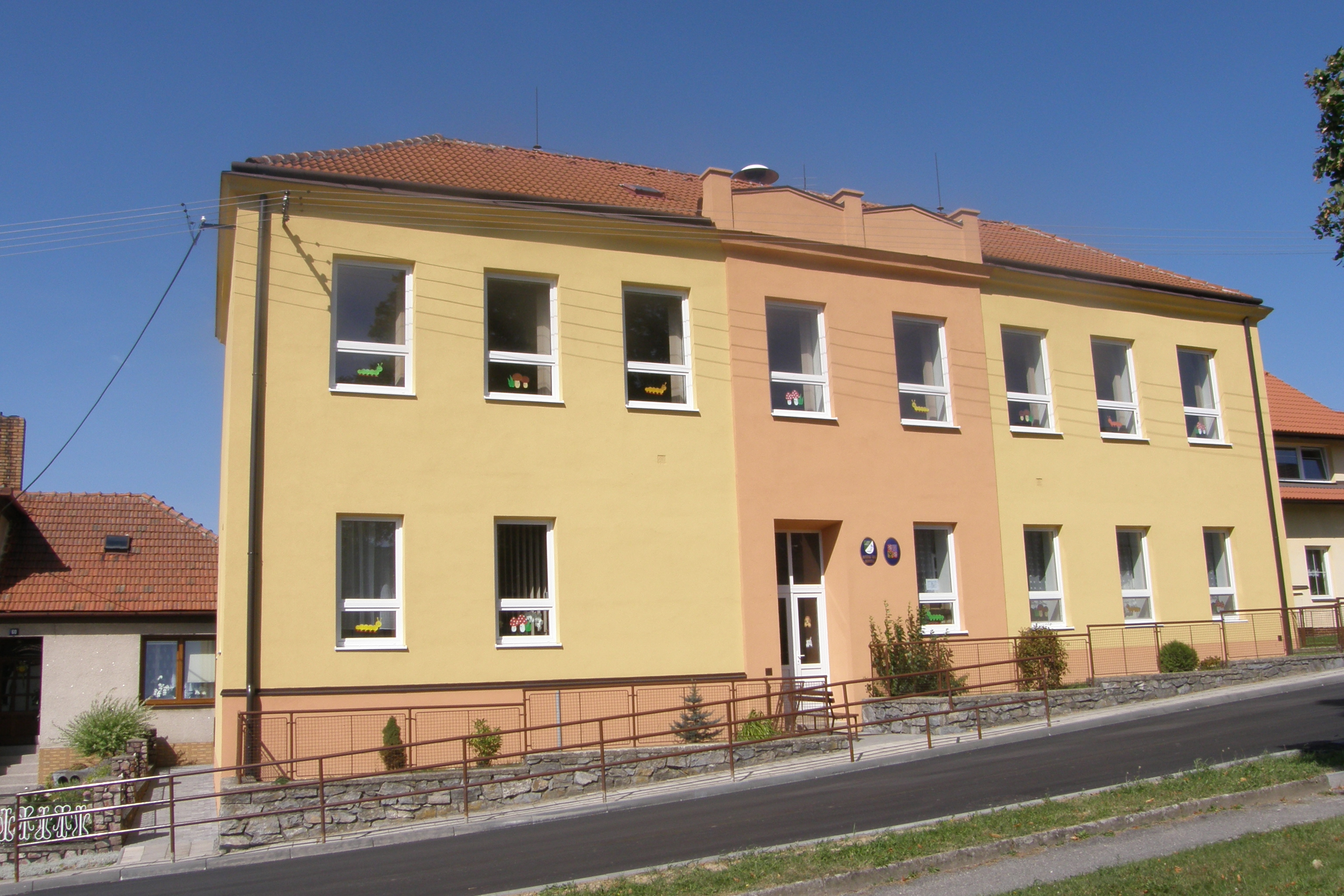
Mateřská škola
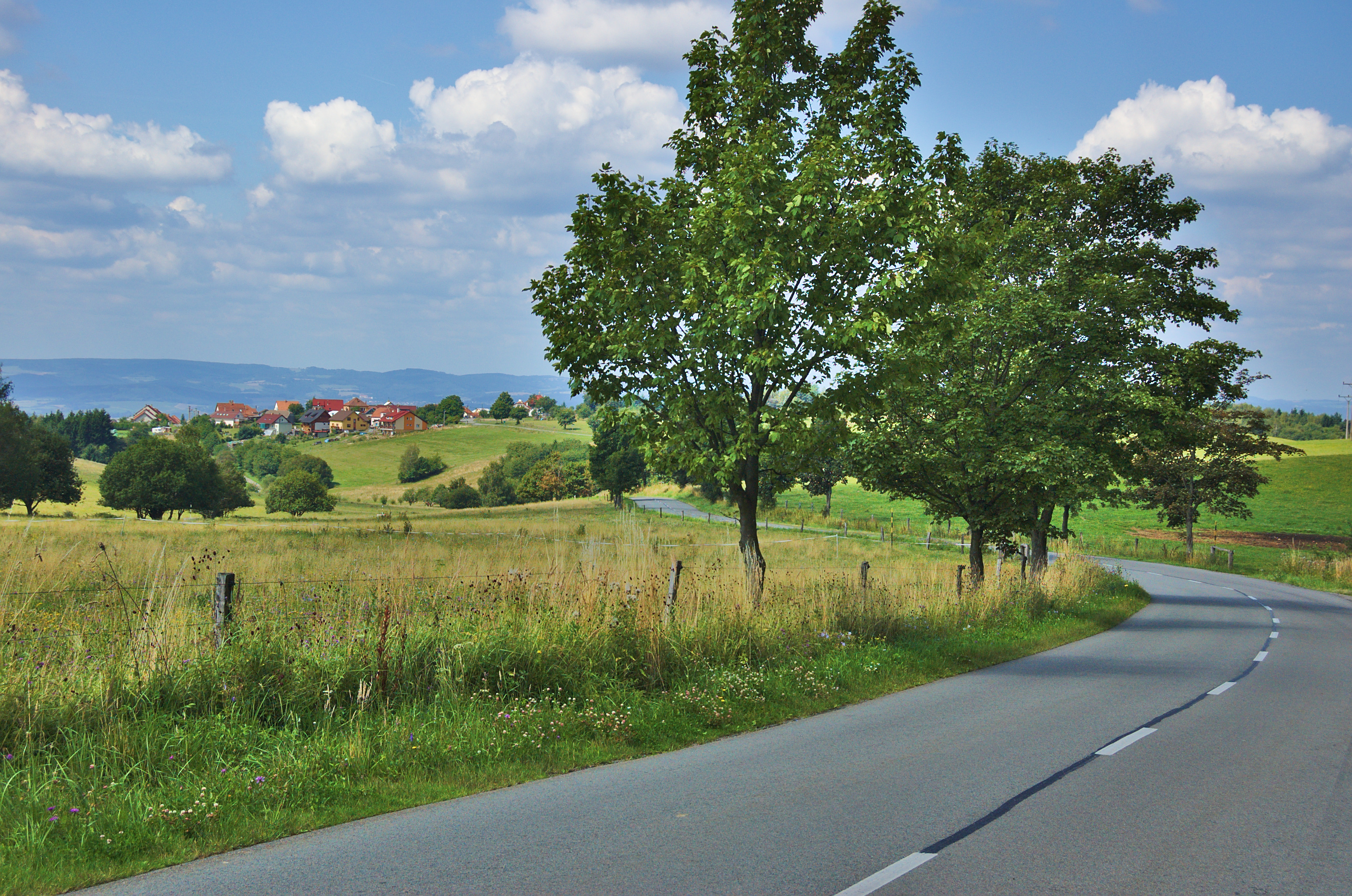
Okrouhlá ze silnice od Benešova
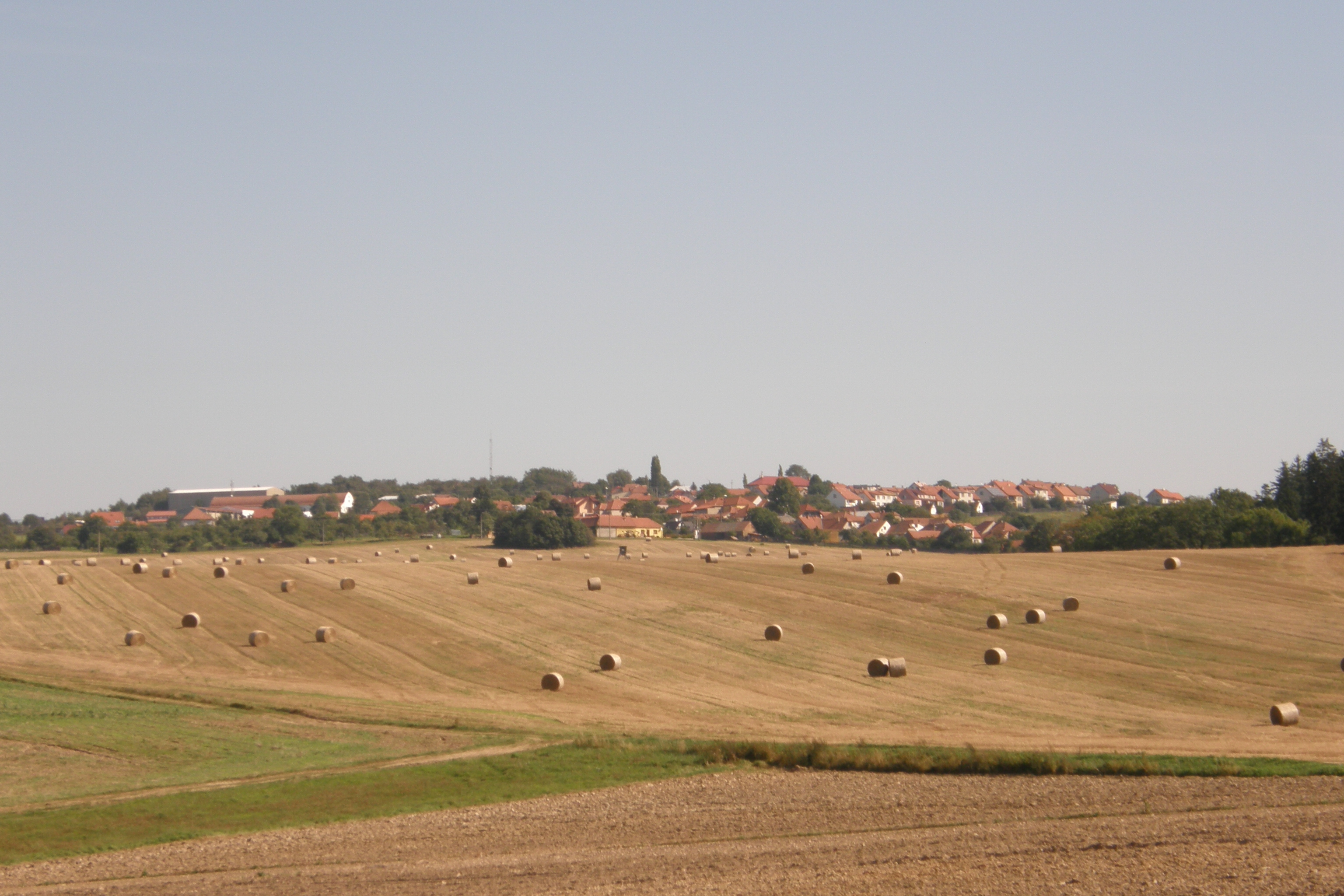
Pohled na obec
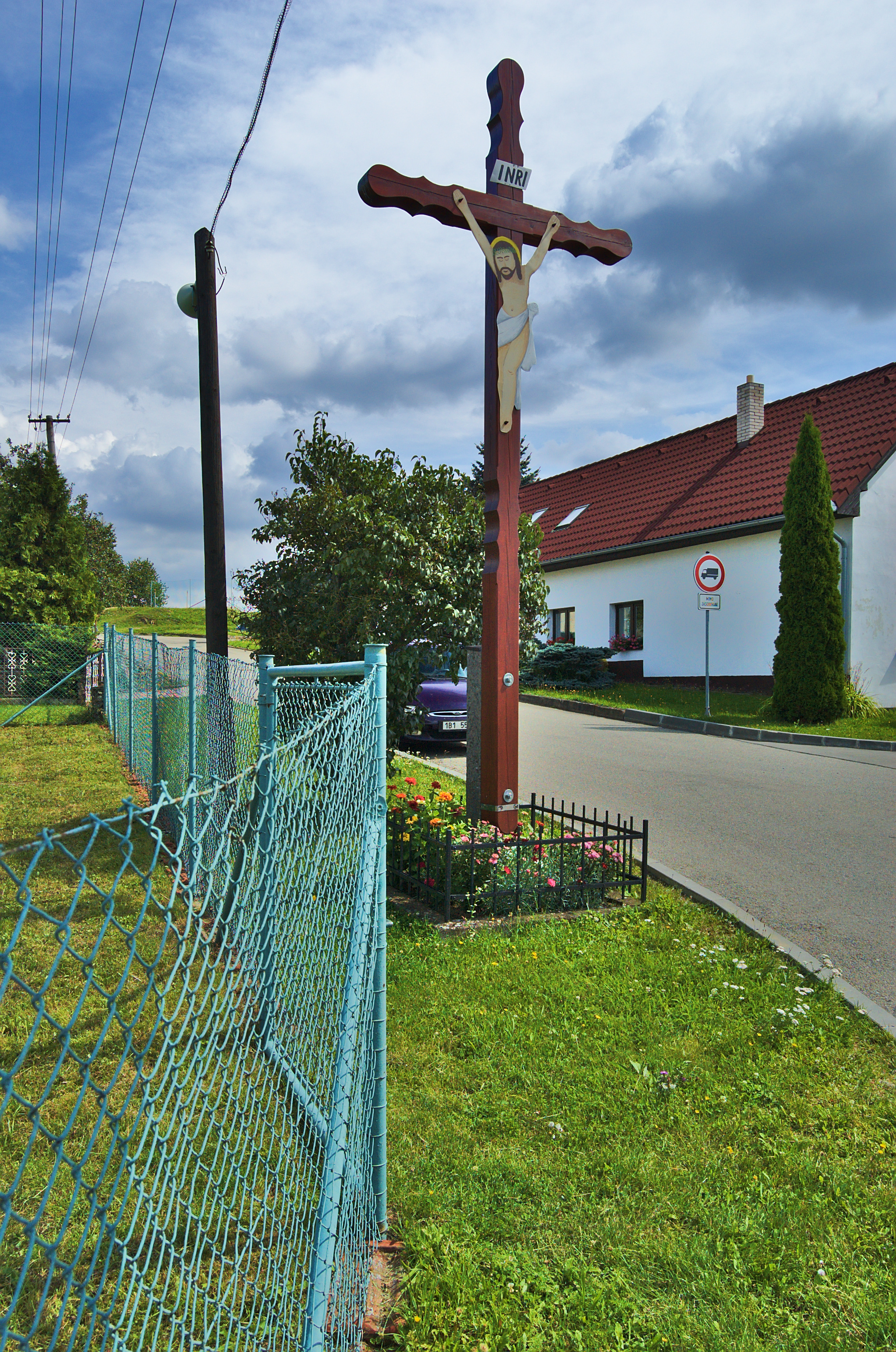
Kříž u odbočky k hřišti
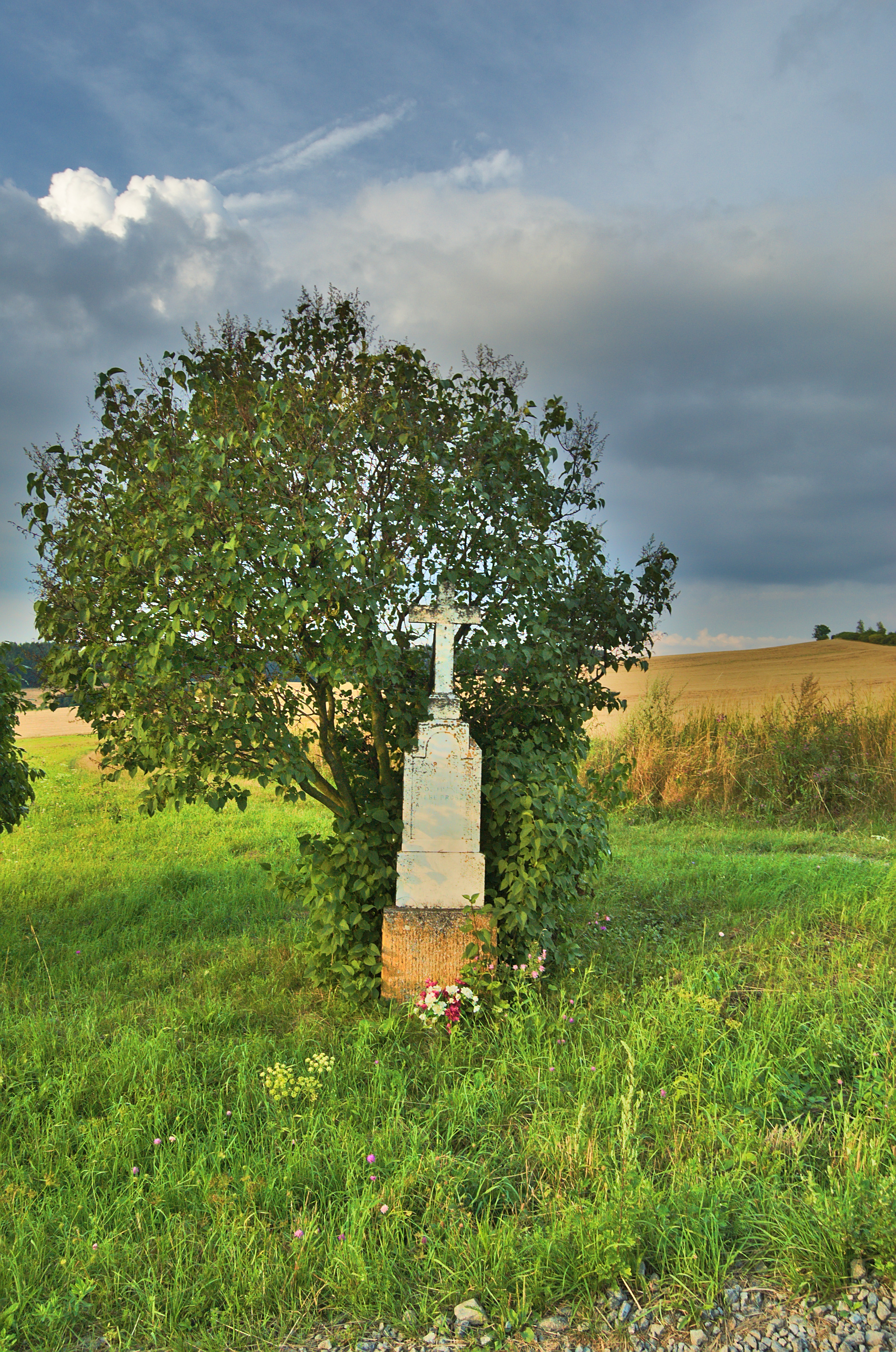
Kříž u cesty na Melkov
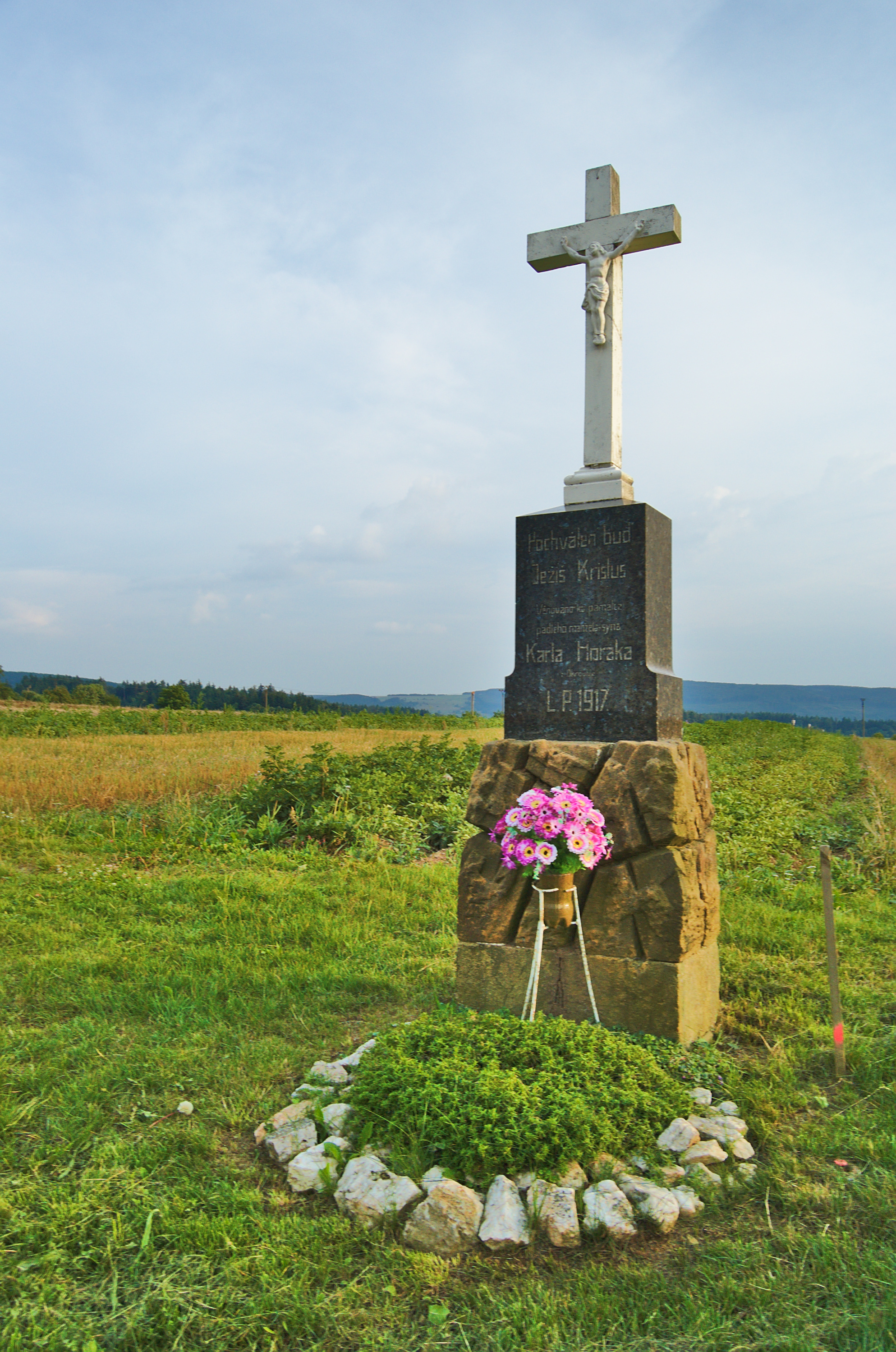
Kříž na kraji obce u cesty na Melkov
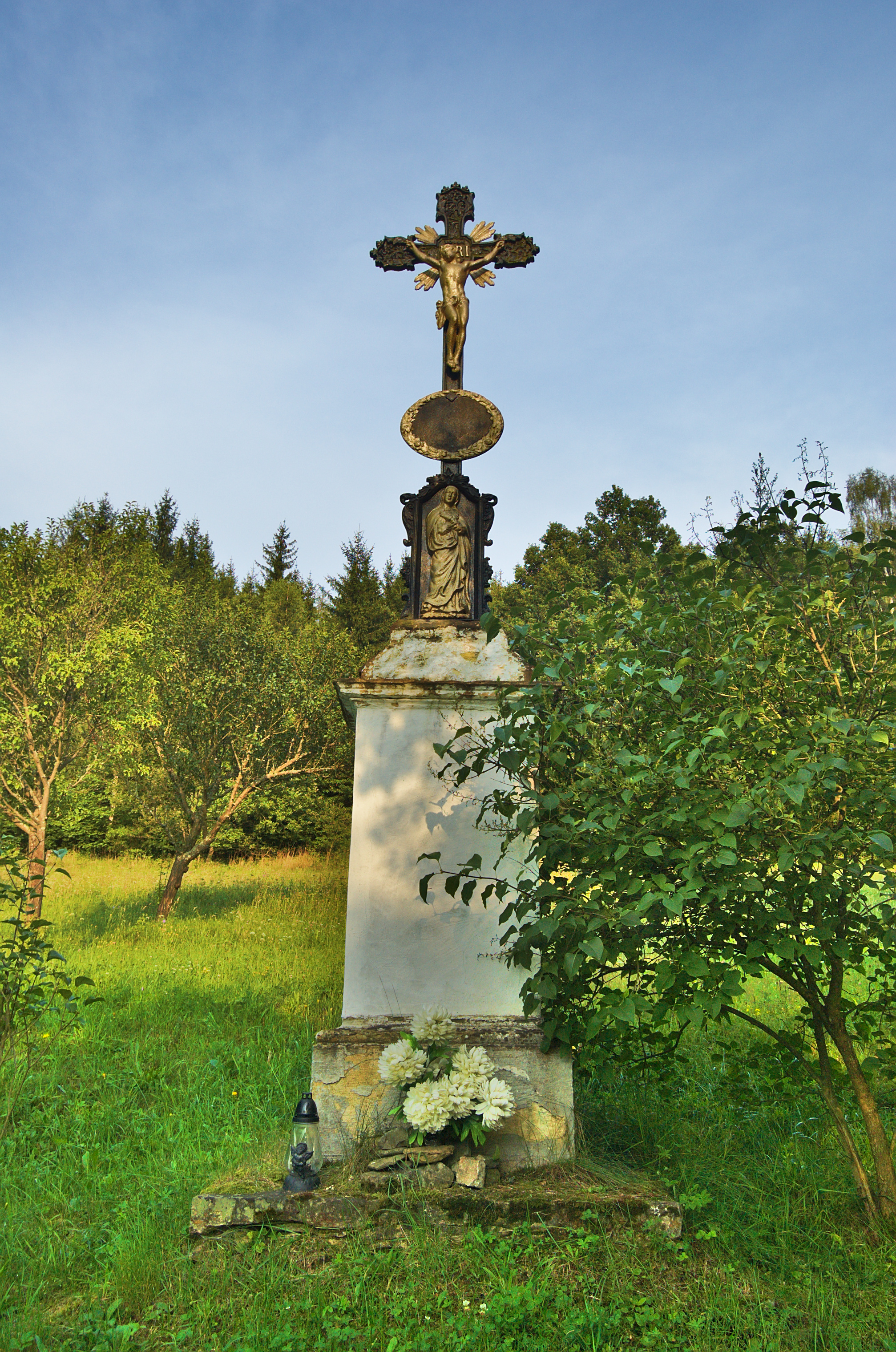
Kříž v Melkově
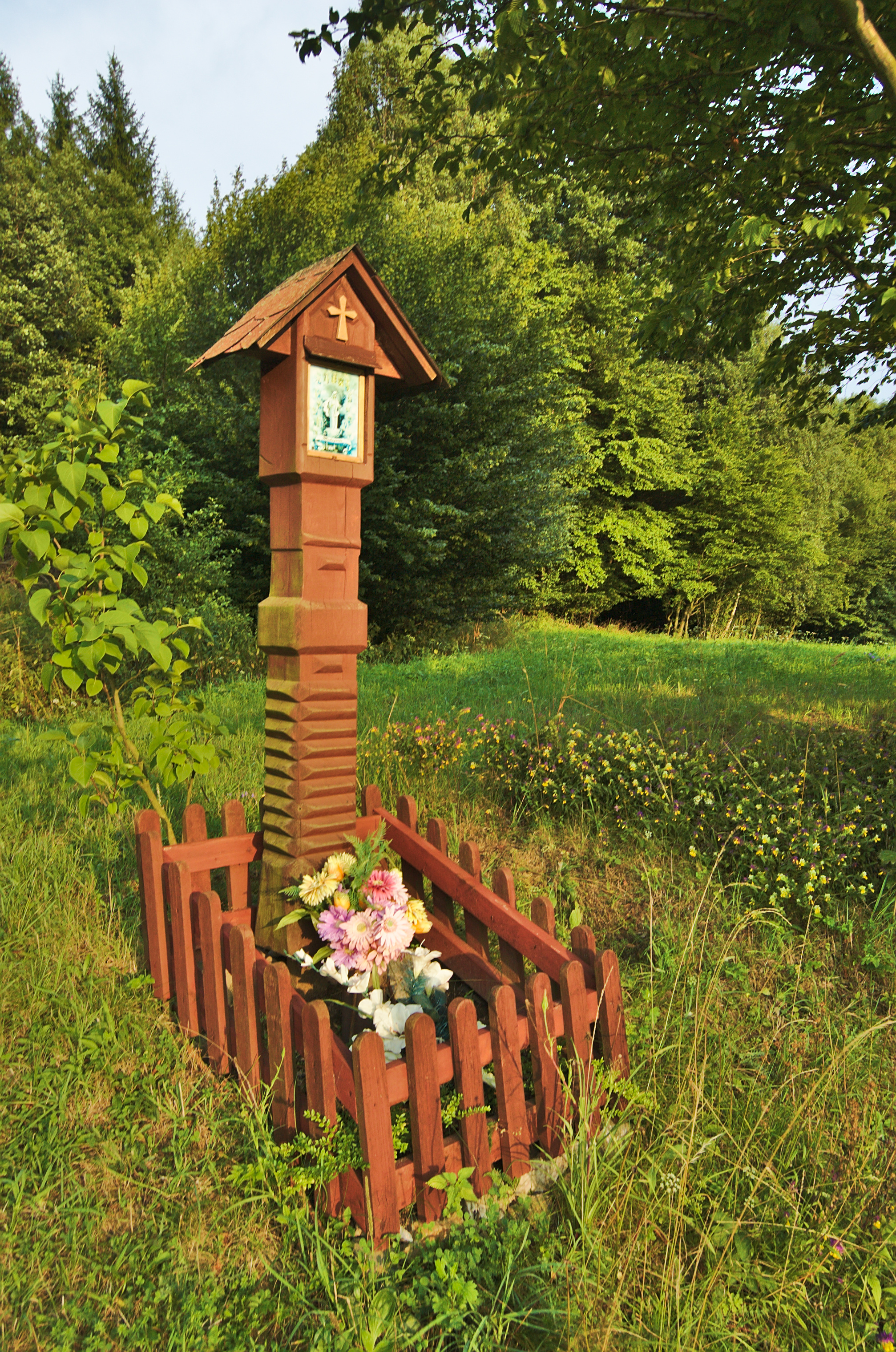
Boží muka v Melkově
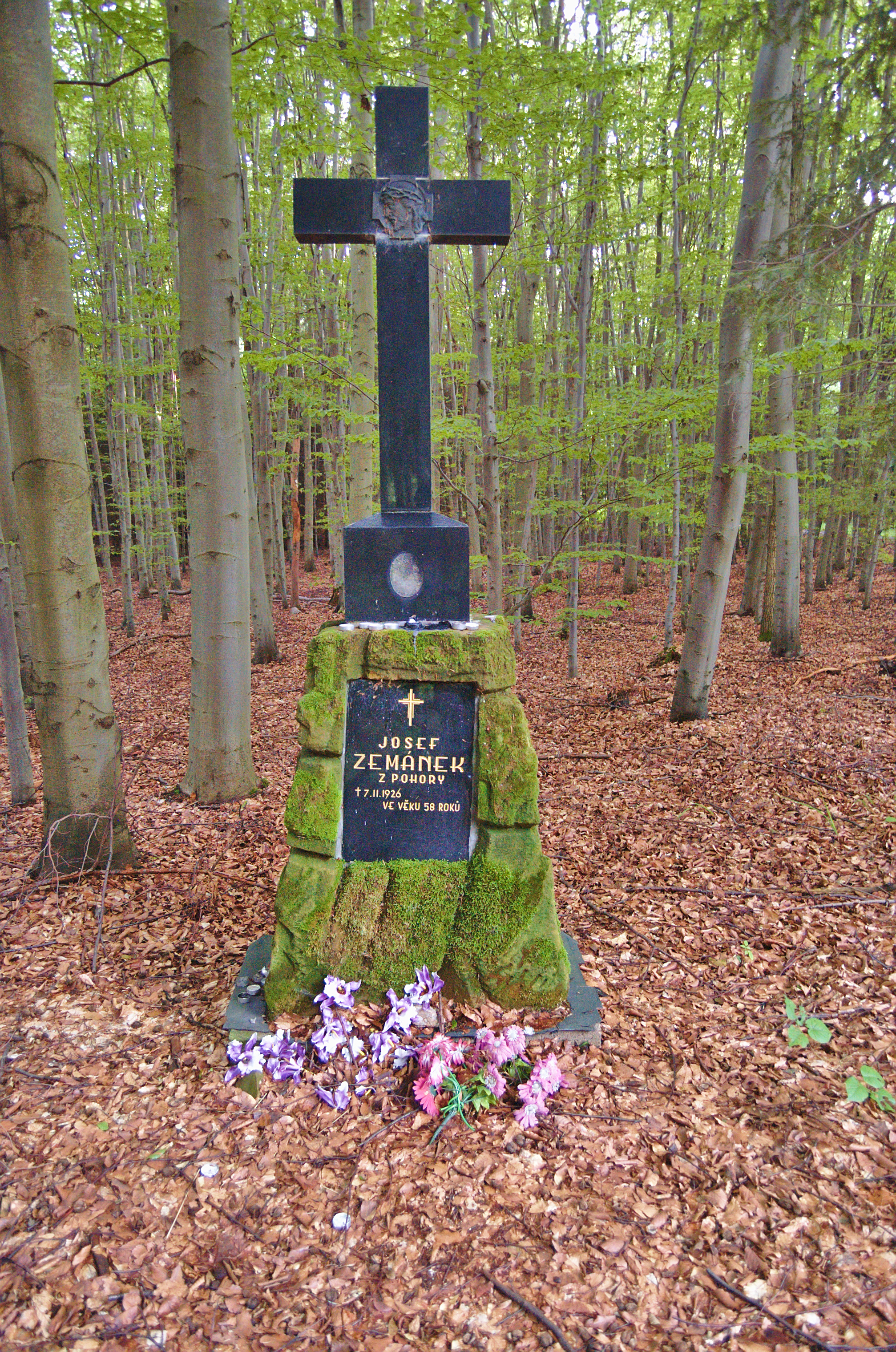
Kříž v lesích západně od Melkova
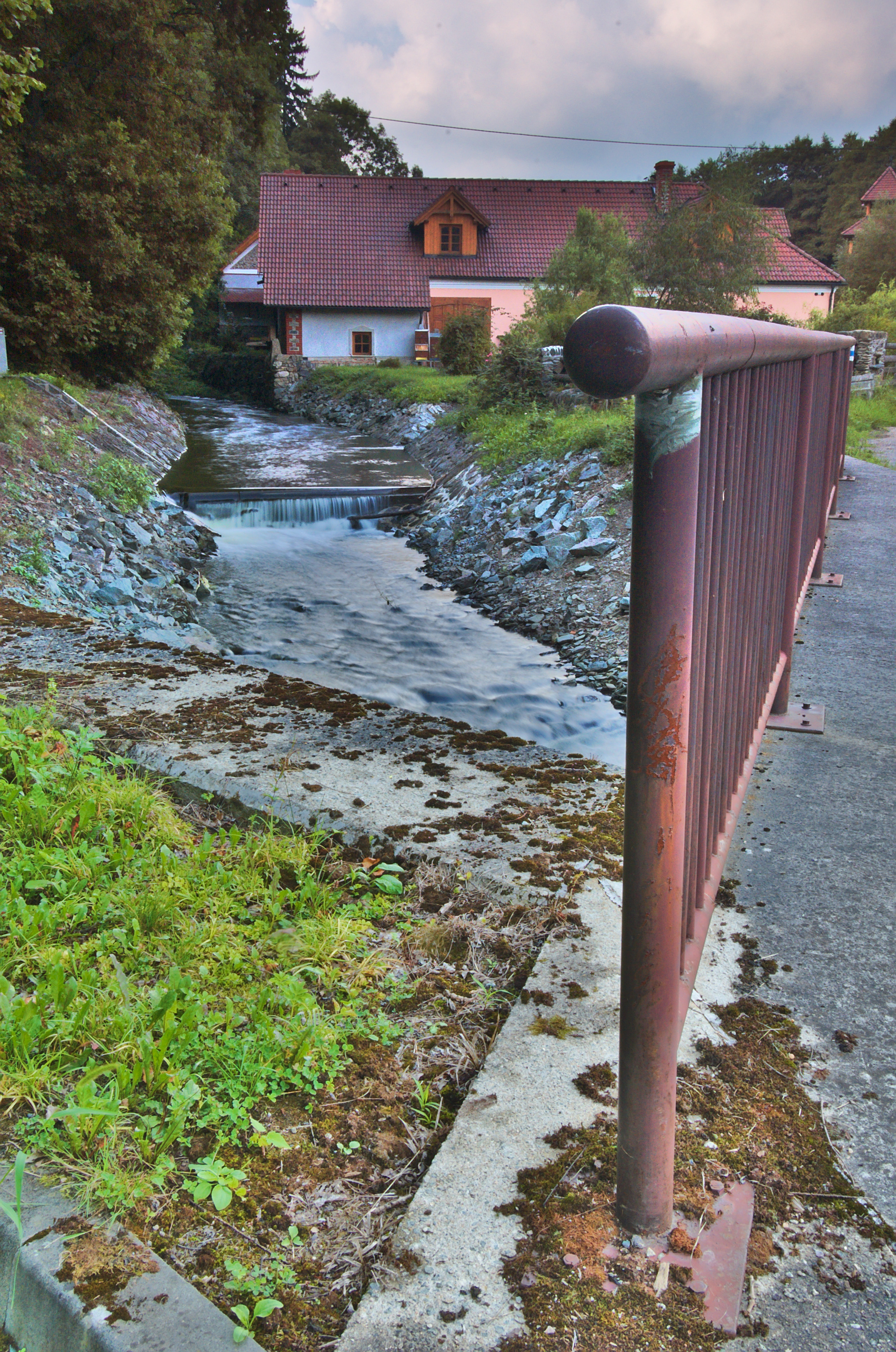
Bělá v Melkově
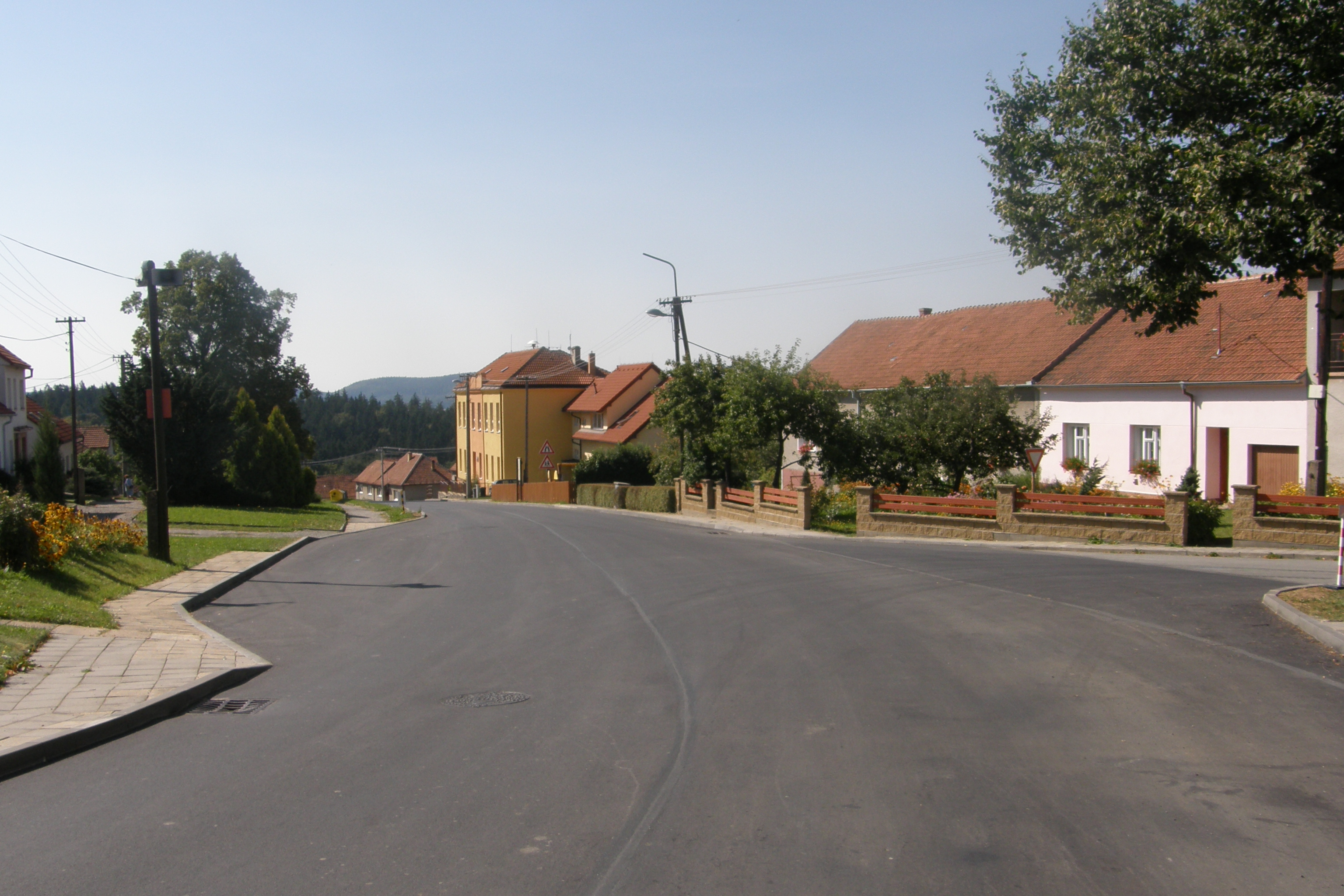
Dolní část obce
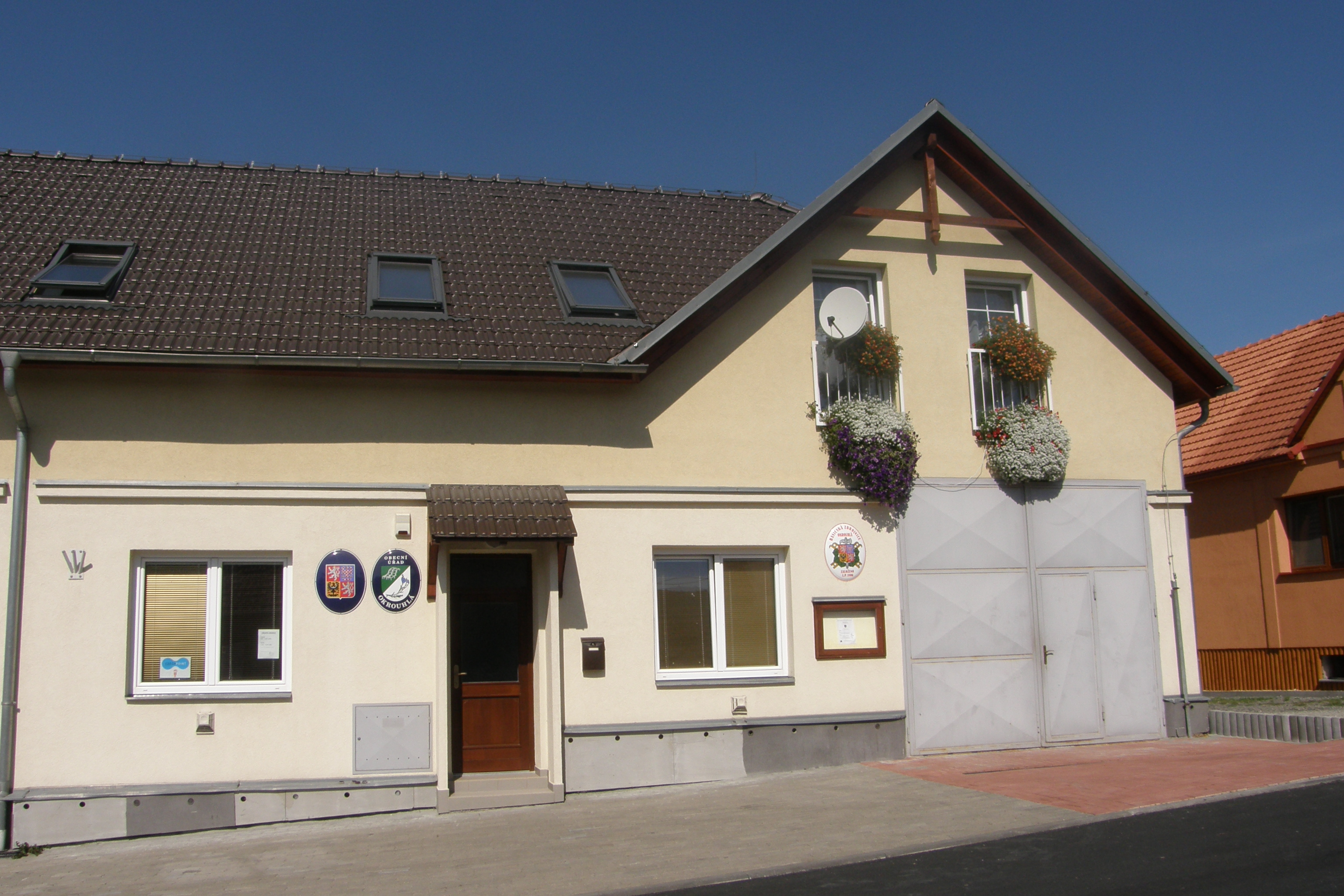
Obecní úřad,SHD Okrouhlá
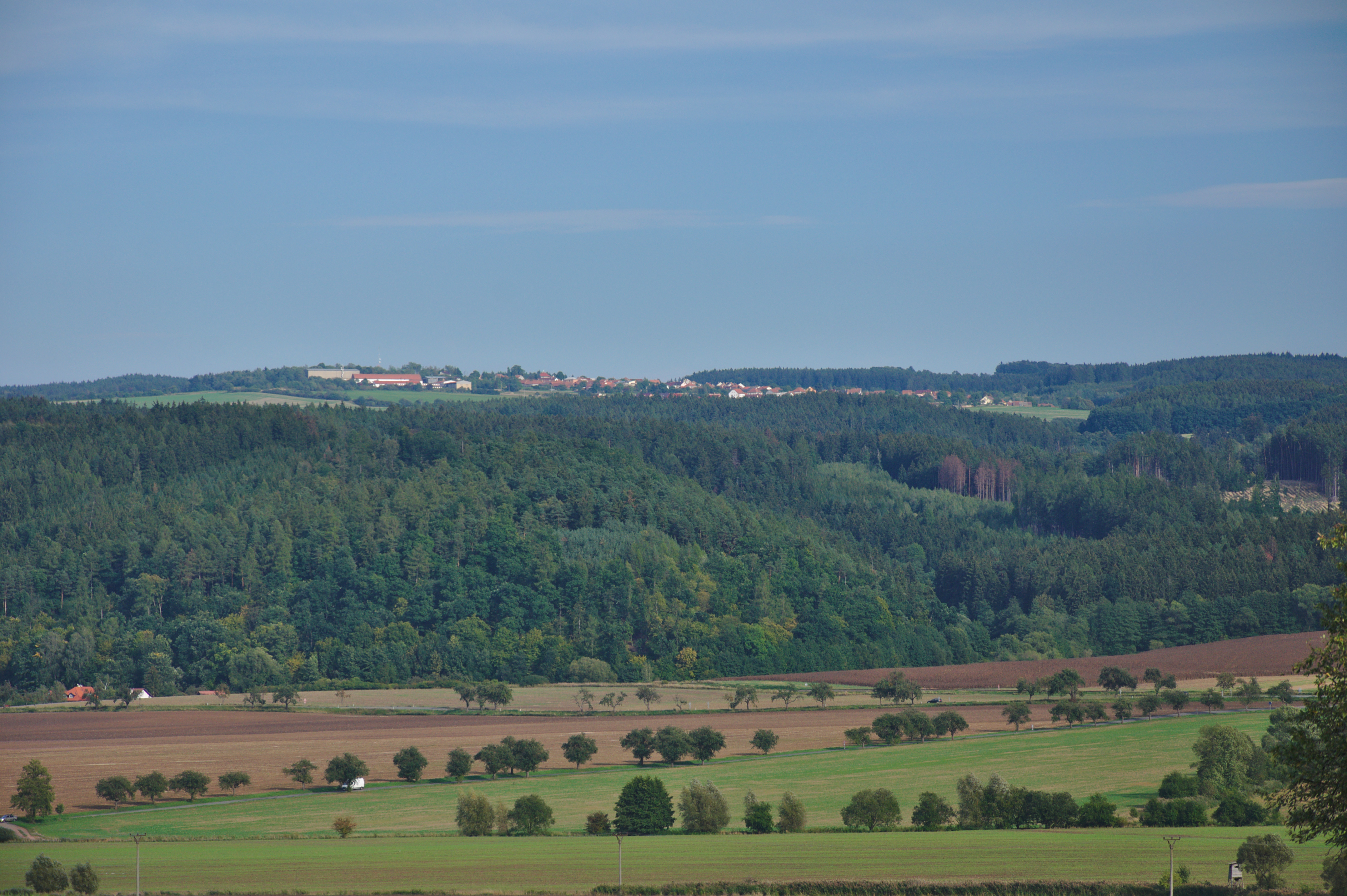
Jižní pohled na obec
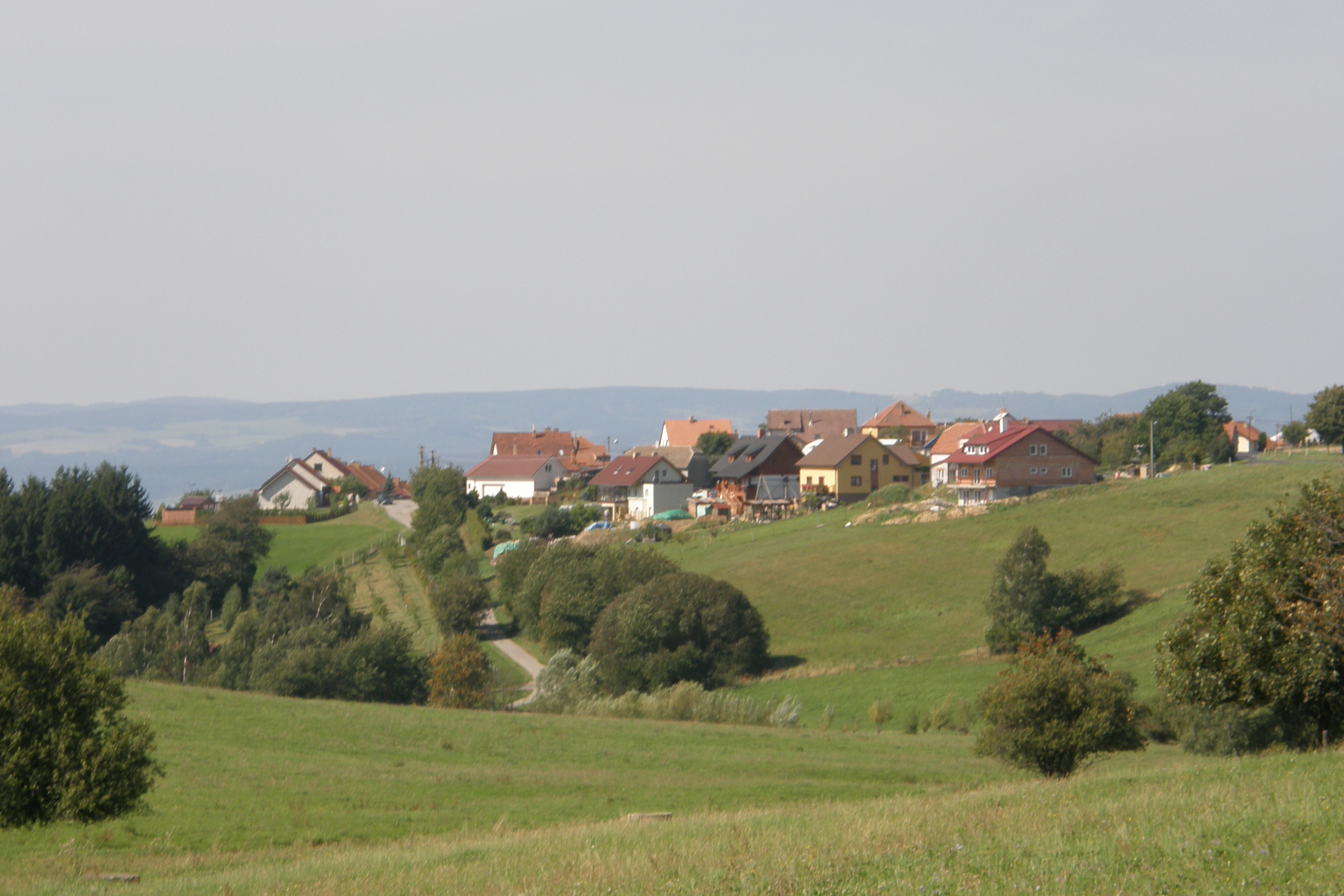
Pohled na Okrouhlou ze severu